# Covolume
Het covolume is de correctieterm, meestal aangeduid door de letter b, die optreedt in de vergelijking van Van der Waals voor reële gassen en die het eigenvolume van de moleculen in rekening brengt.
Bij de toestandsvergelijking voor een ideaal gas (wet van Boyle en Gay-Lussac) wordt ervan uitgegaan dat de moleculen puntvormig zijn en geen volume innemen echter wel een massa bezitten. Met die veronderstelling kan natuurlijk het gedrag van reële gassen en vloeistoffen niet afdoende beschreven worden. Door aan te nemen dat de moleculen een eigenvolume hebben wordt de beschikbare ruimte voor de moleculen kleiner dan het werkelijke volume {\displaystyle V} zoals dat in de idealegaswet voorkomt. Er zijn verschillende alternatieve manieren om het covolume te berekenen en bij de meest gangbare wordt aangenomen dat {\displaystyle b} gelijk is aan 4 maal het eigenvolume van het totaal aantal aanwezige moleculen.

## Berekening van het covolume

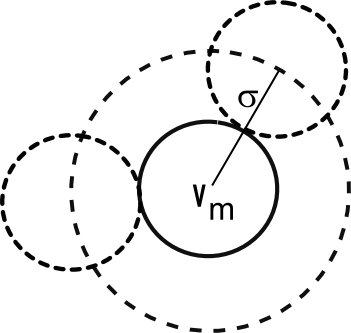
Effectief volume van een gasmolecule

Nemen we aan dat de gasmoleculen geen eigen volume hebben en beschouwen we een volumeelement {\displaystyle v} in het gas, waarin zich een groot aantal {\displaystyle n} moleculen van het gas bevindt. De kans dat een dergelijke bezetting zich voordoet kan men als volgt afleiden. De a-priori-kans dat dit element één molecule bevat is evenredig met de grootte {\displaystyle v} van dit volumeelement. De kans dat er zich een tweede molecule in bevindt is evenredig met {\displaystyle v^{2}} en de kans {\displaystyle P_{n}} dat alle {\displaystyle n} moleculen daarin aanwezig zijn evenredig met {\displaystyle v^{n}}. We zien dat de grootte van het volume-element {\displaystyle v} blijkbaar in verband kan gebracht worden met de {\displaystyle n}-de wortel uit {\displaystyle P_{n}}.
Nemen we als model voor een molecule een harde bol met volume {\displaystyle v_{m}} en met een diameter {\displaystyle \sigma } dan zien we (zie figuur) dat het middelpunt van een naburige molecule, het middelpunt van deze molecule maar kan naderen tot op een afstand {\displaystyle \sigma }. Iedere molecule bezit dus een bolvormig omhulsel met straal {\displaystyle \sigma } waarbinnen zich geen andere moleculen kunnen bevinden en neemt daarmee dus een effectief volume in ter grootte 
{\displaystyle {\tfrac {4}{3}}\pi \sigma ^{3}=8\times {\tfrac {4}{3}}\pi ({\tfrac {1}{2}}\sigma )^{3}=8v_{m}}
Beschouwen we nu opnieuw het volume-element {\displaystyle v}. De a-priori-kans dat er zich één molecule in bevindt, is weer evenredig met {\displaystyle v}. Maar de kans dat ze een tweede molecule bevat, is nu verschillend van {\displaystyle v} aangezien de eerste molecule een eigenvolume {\displaystyle v_{m}} bezit en er dus maar een volume {\displaystyle v-8v_{m}} voor de tweede molecule overblijft. De kans dat er zich {\displaystyle n} moleculen in bevinden is nu evenredig met
{\displaystyle v(v-8\cdot v_{m})(v-2\cdot 8v_{m})(v-3\cdot 8v_{m})\ldots (v-(n-1)\cdot 8v_{m})}
Afgezien van een evenredigheidsfactor die voor beide beschouwde gevallen nagenoeg dezelfde is, wordt {\displaystyle P_{n}} gegeven door
{\displaystyle \log P_{n}=\log v^{n}(1-\gamma )(1-2\gamma )(1-3\gamma )\ldots (1-(n-1)\gamma )}
{\displaystyle =n\log v+\sum _{k=1}^{n-1}\log(1-k\gamma )}
waarbij {\displaystyle \gamma =8v_{m}/v}.
Nu kunnen we aannemen dat het totaal volume van alle aanwezige moleculen {\displaystyle nv_{m}} nog altijd zeer klein is ten opzichte van het beschouwde volume {\displaystyle v} zodat {\displaystyle n\gamma <<1} en in alle termen van de som, {\displaystyle k\gamma <<1}. Daarmee is {\displaystyle \log(1-k\gamma )\approx -k\gamma } en
{\displaystyle \log P_{n}=n\log v-\gamma \sum _{k=1}^{n-1}k=n\log v-\gamma (n-1)n/2}
Aangezien {\displaystyle n} zeer groot is kunnen we {\displaystyle n-1} vervangen door {\displaystyle n}, zodat
{\displaystyle \log P_{n}=n\log v-{\gamma n^{2} \over 2}}
en
{\displaystyle P_{n}=v^{n}e^{-\gamma n^{2} \over 2}=(ve^{-n\gamma /2})^{n}}
Nemen we nu de {\displaystyle n}-de wortel dan zien we dat {\displaystyle v} moet vervangen worden door {\displaystyle ve^{-n\gamma /2}} of omdat {\displaystyle n\gamma <<1}
{\displaystyle v(1-n\gamma /2)=v(1-{n4v_{m} \over v})=v-b}
waarin {\displaystyle b} staat voor {\displaystyle 4nv_{m}}, 4 keer het eigenvolume van het aantal moleculen in {\displaystyle v}.
Voor 1 mol van het gas wordt het aantal moleculen gelijk aan {\displaystyle N_{A}} (Getal van Avogadro) en is {\displaystyle b=4N_{A}v_{m}={\frac {2\pi }{3}}N_{A}\sigma ^{3}}.
| Waarde van b per mol voor enkele bekende gassen | Waarde van b per mol voor enkele bekende gassen | Waarde van b per mol voor enkele bekende gassen | Waarde van b per mol voor enkele bekende gassen | Waarde van b per mol voor enkele bekende gassen | Waarde van b per mol voor enkele bekende gassen | Waarde van b per mol voor enkele bekende gassen | Waarde van b per mol voor enkele bekende gassen |
| Gas                                             | He                                              | H2                                              | H2O                                             | O2                                              | N2                                              | CO2                                             | SO2                                             |
| ----------------------------------------------- | ----------------------------------------------- | ----------------------------------------------- | ----------------------------------------------- | ----------------------------------------------- | ----------------------------------------------- | ----------------------------------------------- | ----------------------------------------------- |
| b (×10-5 m³/mol)                                | 2,37                                            | 2,66                                            | 3,05                                            | 3,18                                            | 3,91                                            | 4,27                                            | 5,64                                            |